# Демократическа партия (Турция)
Демократическа партия (на турски: Demokrat Parti) е дясноцентристка, консервативна политическа партия в Турция. Създадена е от Ахмет Нусрет Туна през 1983 г. като партия Истински път, която от 27 май 2007 г. се преименува на Демократическа партия. Тя е побратимена с Партията на доброто.

## Председатели
- Мехмет Агар (2007 – 2008)
- Сюлейман Сойлу (2008 – 2009)
- Хюсаметин Джиндорук (2009 – 2011)
- Намък Кемал Зейбек (2011 – 2012)
- Гюлтекин Уйсал (от 2012 г.)

## Резултати от избори

### Избори за Велико Народно събрание
| Дата на избори | Брой гласове | Подкрепа | Места   | Председател        |
| 2007           | 1 898 873    | 5,41 %   | 0 / 550 | Мехмет Агар        |
| 2011           | 279 480      | 0,65 %   | 0 / 550 | Намък Кемал Зейбек |
| 7 юни 2015     | 75 217       | 0,17 %   | 0 / 550 | Гюлтекин Уйсал     |
| 1 ноември 2015 | 69 319       | 0,14 %   | 0 / 550 | Гюлтекин Уйсал     |